# Onze-Lieve-Vrouw-Onbevlekt-Ontvangenkerk (Tasse)

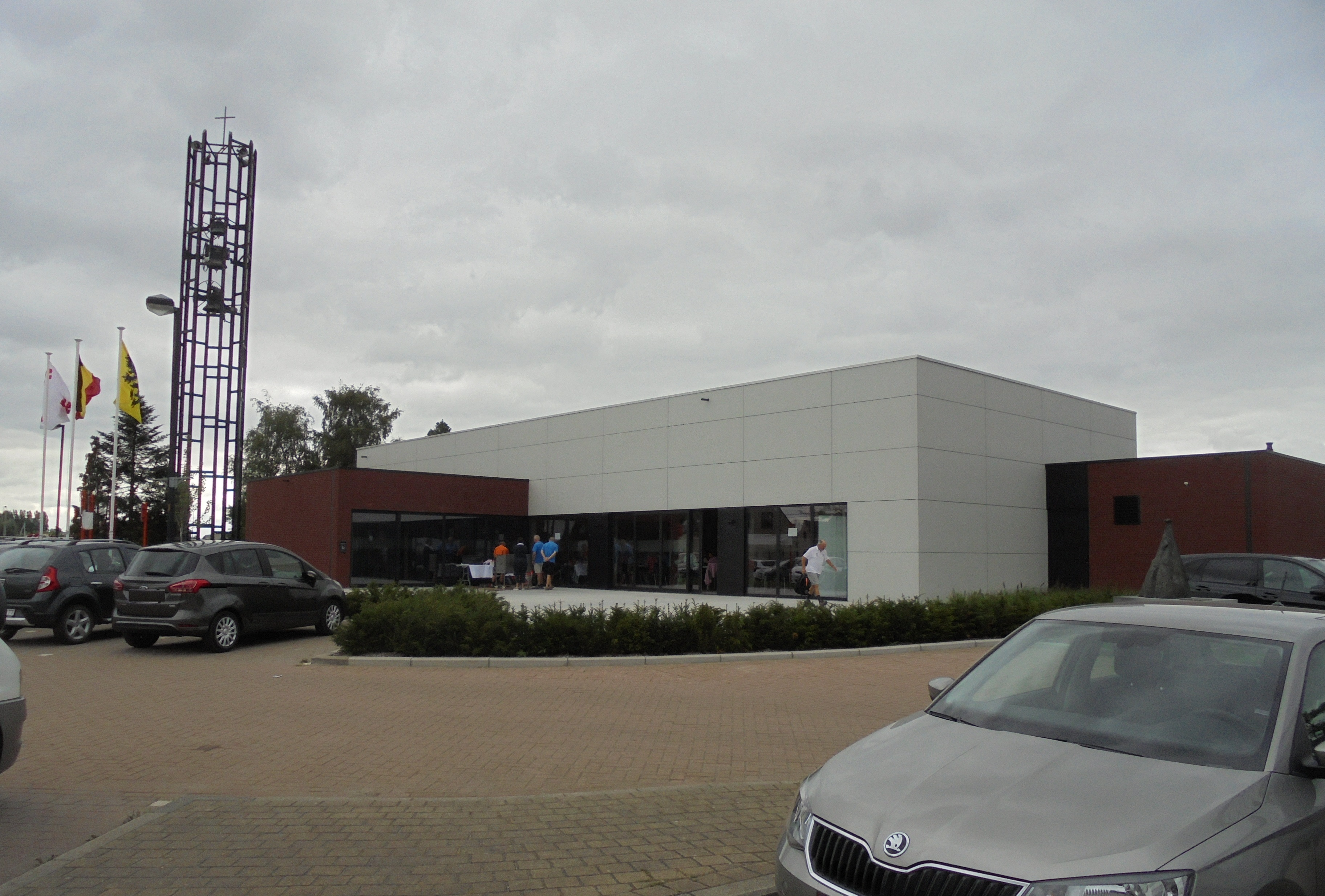
Ontmoetingscentrum De Tassche

De Onze-Lieve-Vrouw-Onbevlekt-Ontvangenkerk was een parochiekerk in de tot de West-Vlaamse gemeente Ardooie behorende buurtschap Tasse (De Tassche), gelegen aan Roeselaarsestraat 161.

## Geschiedenis
In 1863 kreeg Tasse (De Tassche) een schooltje dat door de Zusters van de Heilige Kindsheid werd beheerd. In 1879 werd al gedacht aan een nieuwe parochie. De plannen daarvoor werden uitgesteld, en pas in 1954 kwam er een kapelaan. In weverij De Bal werd een kapel ingericht. In 1957 werd de kapelanij verheven tot hulpparochie, welke gewijd was aan Onze-Lieve-Vrouw Onbevlekt Ontvangen. In 1967-1968 werd een definitieve kerk gebouwd, die in 2010 nog werd geklasseerd als bouwkundig erfgoed. In 2014 werd de kerk onttrokken aan de eredienst. In hetzelfde jaar werd besloten om in de kerk een ontmoetingscentrum in te richten. Terwijl de werkzaamheden daarvoor al begonnen waren werd de kerk in 2015 door brandstichting vernield. De resten werden gesloopt.
Er kwam alsnog een ontmoetingscentrum op de plaats van de kerk, wat in 2018 werd geopend. Van de kerk bleef de metalen klokkentoren gespaard.

## Gebouw
Het betrof een amfiteatervormige zaalkerk op cirkelvormige plattegrond met schuin aflopend plat dak en een vrijstaand open klokkentorentje uit staalprofiel, dit alles in de stijl van naoorlogs modernisme. Architecten waren Edmond Eggermont en Lucien Lattrez. Er waren muren van schoon metselwerk en enkele glas-in-betonramen. Bijzonder in de kerk waren enkele uit Haïti afkomstige beelden, onder meer door André Dimanche vervaardigd.